# David Walsh (Kunstsammler)
David Dominic Walsh, AO (* 1961) ist ein australischer Berufsspieler, Kunstsammler und Geschäftsmann. Er ist Gründer und Besitzer des Museum of Old and New Art (MONA).

## Biografie
Walsh wuchs in Glenorchy auf, einem Vorort von Hobart, der Hauptstadt Tasmaniens.  1979 studierte er für kurze Zeit Mathematik und Informatik. Mit einem von ihm entwickelten System gewann er bei Sportwetten ein Vermögen.
2001 gründete er das Moorilla Museum of Antiquities auf der Halbinsel von Berriedale in Hobart. 2007 schloss dieses Museum, um nach umfangreicher Renovierung 2011 als Museum of Old and New Art  (MONA) wieder eröffnet zu werden.
Im Oktober 2014 veröffentlichte Walsh das Buch A Bone of Fact, vom Verlag als „äußerst unkonventionelle und packende Memoiren“ (utterly unconventional and absorbing memoir) beworben wurde.
2016 wurde Walsh zum Officer of the Order of Australia (AO) ernannt, in Anerkennung seiner Verdienste im Bereich der Kunst durch die Gründung des MONA sowie seiner Unterstützung kultureller, wohltätiger, sportlicher und erzieherischer Aktivitäten.